# 1708
1708 (MDCCVIII) je bilo prestopno leto, ki se je po gregorijanskem koledarju začelo na nedeljo, po 11 dni počasnejšem julijanskem koledarju pa na četrtek.

## Dogodki
- Peter Veliki razdeli Rusijo na osem gubernij.

## Smrti
- 20. april - Damaris Cudworth Masham, angleška filozofinja (* 1659)